# Великий Зерентуй
Великий Зеренту́й (рос. Большой Зерентуй) — село у складі Нерчинсько-Заводського району Забайкальського краю, Росія. Адміністративний центр Велико-Зерентуйського сільського поселення.

## Населення
Населення — 774 особи (2010; 995 у 2002).
Національний склад (станом на 2002 рік):
- росіяни — 99 %